# Die rothaarige Schneeprinzessin
Die rothaarige Schneeprinzessin (jap. 赤髪の白雪姫 Akagami no Shirayukihime) ist eine Mangaserie von Sorata Akizuki, die seit 2006 in Japan erscheint. Die Fantasy-Geschichte um die Liebe zwischen einer Apothekerin und einem Prinzen wurde als Anime-Fernsehserie adaptiert und in mehrere Sprachen übersetzt.

## Inhalt
Die junge Apothekerin Shirayuki lebt ein einfaches Leben im Land Tanbarun. Doch nachdem sie schon mehrfach wegen ihrer auffälligen roten Haare von anderen belästigt wurde, hat nun der Prinz des Landes sein Auge auf sie geworfen. Raji Shenazard will sie zu seiner Mätresse machen. Shirayuki ist davon abgestoßen, schneidet ihre langen Haare ab und flieht. Unterwegs trifft sie in einem Haus im Wald eine Gruppe Abenteurer, die ihr nach erstem Zögern helfen. Auch, weil sie ihr Können mit Heilmitteln unter Beweis stellt. So kann sie Raji entkommen, der von Zen Wistalia aus der Gruppe gestellt wird. Es handelt sich bei ihm zu Shirayukis Überraschung um den zweiten Prinzen des Nachbarlandes Clarines. Er hat ebenfalls Gefallen an Shirayuki gefunden und droht Raji, falls er sie nicht in Frieden lässt. Auf seine Einladung hin zieht Shirayuki nach Clarines.
In ihrer neuen Heimat will die junge Frau schnell auf eigenen Beinen stehen und nicht mehr abhängig vom Prinzen sein. Mancher am Hof ist bereits misstrauisch, ob sie seine Gunst ausnutzt. Da entschließt sie sich, Hofapothekerin zu werden, um Zen auch weiterhin nah sein zu können. Während sie sich auf die Prüfung vorbereitet, setzt ein misstrauischer Herzog bereits einen Söldner auf sie an, um sie unter Druck zu setzen und zu vertreiben. Doch durch ihre Standhaftigkeit und Aufrichtigkeit gelingt es Shirayuki, gegen den Herzog zu bestehen und Zen aufs neue von sich zu überzeugen. Der Söldner Obi erweist sich als nützlich und wird fortan von Zen in seine Dienste gestellt. Bisher hatte er nur in Mitsuhide und Kiki Untergebene, die er auch als enge Freunde nahe bei sich wusste. Nach Bestehen der Prüfung kann Shirayuki am Hof arbeiten und begegnet Zen häufiger, der jedoch zunehmend durch seine Pflichten gebunden ist. Auch der Bruder des Prinzen, den die Freundschaft der beiden ebenfalls misstrauisch macht, und schließlich ein Besuch von Prinz Raji stellen das Verhältnis der beiden auf die Probe. Langsam machen Gerüchte die Runde, die beiden könnten sich verloben. Obwohl sie dies zunächst abstritten, kommen sich beide doch immer näher. Obi wird Shirayuki als Leibwächter zugewiesen und zum offiziellen Boten des Prinzen. Auch erweist sich Shirayuki immer wieder als kluge Frau, die Zen und seine Gefolgsleute beeindruckt und ihnen hilfreich ist. Schließlich gesteht Zen ihr seine Liebe und beide werden auch offiziell verlobt.

## Veröffentlichung
Der Manga startete im August 2006 im Magazin LaLaDX beim Verlag Hakusensha. Im September 2011 wechselte die Serie ins Schwestermagazin LaLa. Die Kapitel wurden auch gesammelt in bisher 27 Bänden herausgegeben (Stand: Mai 2025). Der dritte Band der Serie schaffte es mit 40.000 Verkäufen in einer Woche als erster in die japanischen Manga-Charts. Der 20. Band konnte schließlich fast 140.000 Exemplare in drei Wochen absetzen.
Eine deutsche Übersetzung des Mangas wird seit Mai 2010 von Tokyopop in bisher 26 Bänden veröffentlicht (Stand: Juni 2024). Eine englische Ausgabe erscheint bei Viz Media, eine französische bei Kana, eine italienische bei Edizioni Star Comics und eine chinesische bei Sharp Point Press.

## Umsetzungen als Anime
Beim Studio Bones entstand eine Umsetzung des Mangas als Anime-Serie in zwei Staffeln mit je 12 Folgen. Hauptautor war Deko Akao und Regie führte Masahiro Ando. Das Charakterdesign stammt von Kumiko Takahashi und die künstlerische Leitung lag bei Erika Okazaki. Für den Ton war Kazuhiro Wakabayashi verantwortlich.
Die erste Staffel wurde vom 6. Juli bis zum 21. September 2015 von den Sendern Animax, BS Fuji, Tokyo MX, Aichi TV und Yomiuri TV in Japan ausgestrahlt. Die zweite Staffel folgte vom 11. Januar bis 18. März 2016. Eine deutsche Fassung der Serie erschien bei KSM auf DVD und Blu-ray Disc. Später folgte die Veröffentlichung bei Amazon Prime. Eine englisch synchronisierte Version wurde von Animax Aisa ausgestrahlt und auf mehreren Plattformen online veröffentlicht, ebenso Fassungen mit französischen und portugiesischen Untertiteln.
Am 5. Januar 2016 kam in Japan außerdem eine weitere Folge zur Serie als Original Video Animation heraus, die vom gleichen Team produziert wurde wie die Fernsehserie.

### Synchronisation
Die deutsche Synchronfassung entstand bei Digital Media Technologie unter der Regie von Kerstin Draeger und nach einem Dialogbuch von Andreas Barz.
| Rolle           | japanische Stimme (Seiyū) | deutsche Stimme   |
| --------------- | ------------------------- | ----------------- |
| Shirayuki       | Saori Hayami              | Josephine Schmidt |
| Zen Wistalia    | Ryōta Ōsaka               | Patrick Bach      |
| Mitsuhide Rouen | Yuichiro Umehara          | Martin Brücker    |
| Kiki Seiran     | Kaori Nazuka              | Jennifer Böttcher |
| Raji Shenazard  | Jun Fukuyama              | Oliver Böttcher   |
| Obi             | Nobuhiko Okamoto          | Daniel Schütter   |

### Musik
Die Musik der Serie stammt von Michiru Oshima. Die Vorspannlieder sind Yasashii Kibō (やさしい希望) und Sono Koe ga Chizu ni Naru (その声が地図になる) von Saori Hayami. Für den Abspann verwendete man in der ersten und letzten Folge ebenfalls Yasashii Kibō, im Übrigen die Lieder Kizuna ni Nosete (絆にのせて) und Page~Kimi to Tsuzuru Monogatari (ページ～君と綴る物語～), beide von eyelis. Die OVA wurde mit Ginsekai (銀世界), ebenfalls von eyelis, beendet.